# Altes Rathaus (Brünn)

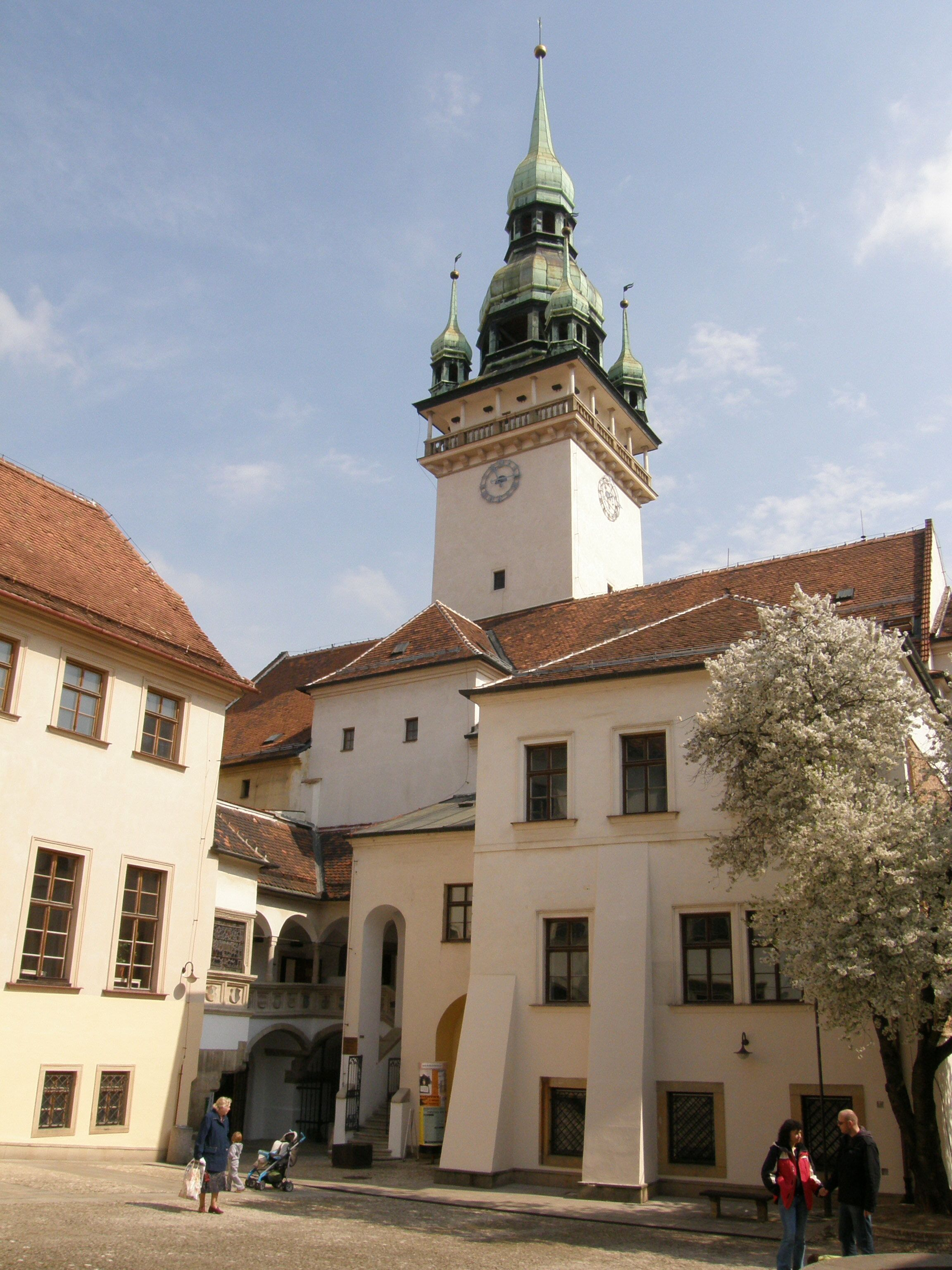
Das Alte Rathaus von Brünn

Das Alte Rathaus mit seinem markanten Rathausturm ist eines der ältesten und bekanntesten Gebäude in der Altstadt der mährischen Stadt Brünn. Berühmt ist es für den Brünner Drachen, der sich im Durchgang zum Innenhof befindet. Aus Platzgründen befindet sich die Verwaltung der Stadt Brünn seit 1935 im neuen Rathaus. Derzeit ist das Alte Rathaus ein Kultur- und Informationszentrum.

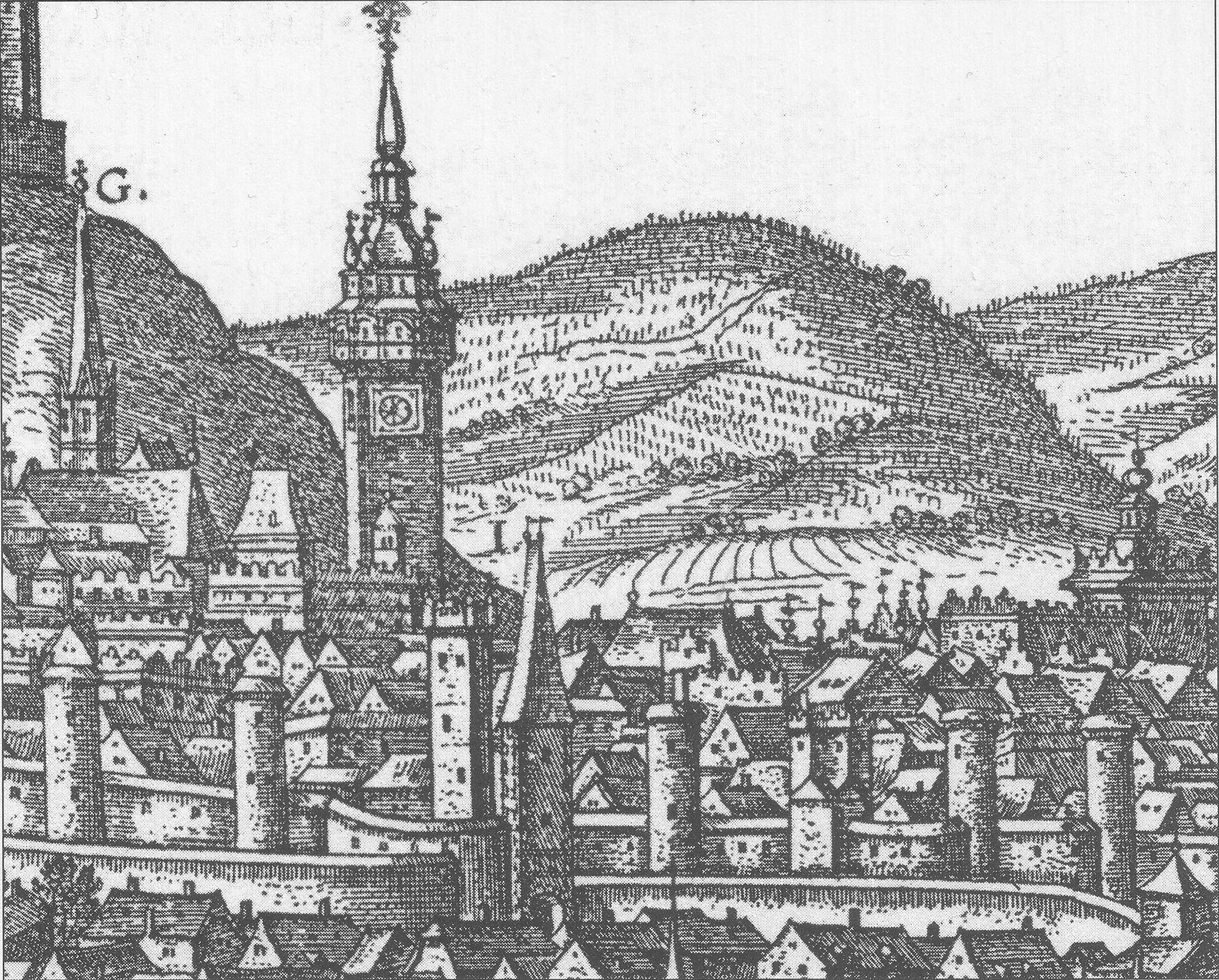
Das Rathaus im Jahre 1617

## Geschichte
Der Kern des heutigen Gebäudes und der 63 Meter hohe Turm entstanden bereits um das Jahr 1240, nachdem Brünn die Stadtrechte erhalten hatte. Im Jahre 1424 wurde eine Kapelle hinzugefügt. Das spätgotische Eingangsportal mit dem Brünner Wappen und der Statue der Justitia wurde Anfang des 16. Jahrhunderts von Anton Pilgram geschaffen. Ratssitzungen fanden hier von 1343 bis 1935 statt.

## Legenden

### Portal

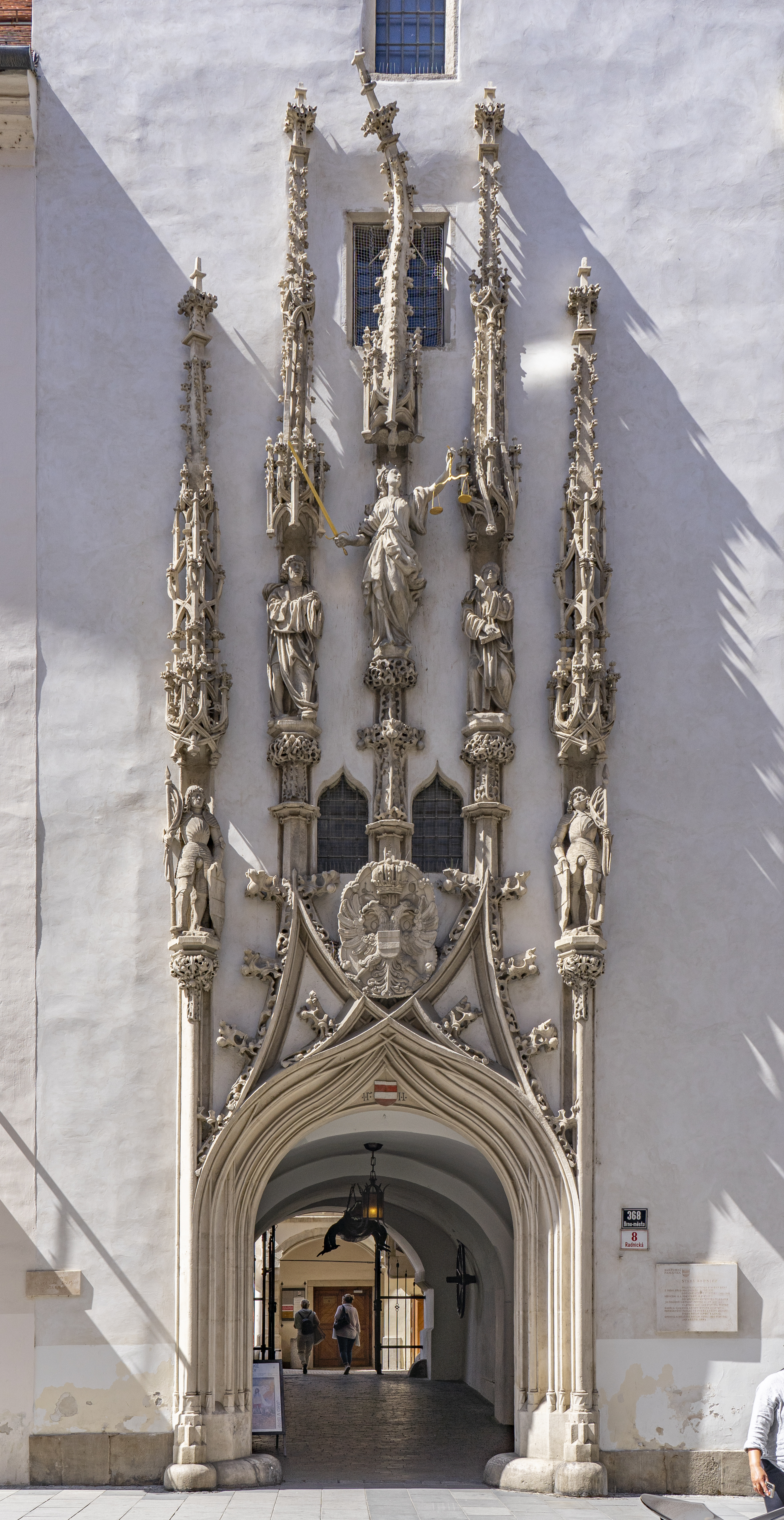
Portal von Anton Pilgram

Am Eingangsportal des Rathauses fällt zunächst das schiefe mittlere Türmchen ins Auge. Der Sage nach war der Erbauer des Portals Anton Pilgram mit der Bezahlung nicht einverstanden, und nachdem man seiner Forderung nach einer Aufbesserung nicht nachkam, erbaute er das Türmchen schief.

### Brünner Drache
Der Legende nach lebte in der Nähe von Brünn ein Drache, der die Bürger der Stadt in Angst und Schrecken versetzte und die Nutztiere verschlang. Der Rat der Stadt setzte deshalb eine Belohnung für die Tötung des Drachen aus, es gelang aber niemandem, bis ein gewitzter Ritter eine Idee hatte. Er wickelte ungelöschten Kalk in eine Kuhhaut und legte es als Köder für das Monster aus. Anschließend wartete er, bis der Drache den Köder verschlang und etwas trank. Als der Kalk nun gelöscht wurde, platzte der Drache und war somit erlegt.
In Wirklichkeit handelt es sich bei dem „Brünner Drachen“ um ein Krokodil, das der Stadt Brünn vom ungarischen König Matthias II., der sich mit seinem Bruder, dem Kaiser Rudolf II., im Streit um den Thron des Heiligen Römischen Reiches befand, im Jahre 1608 zum Geschenk gemacht wurde. Matthias versuchte durch kleine Aufmerksamkeiten die mährischen Stände und Städte auf seine Seite zu ziehen.

### Brünner Rad
Das „Brünner Rad“, das sich wie der Drache im Durchgang zum Innenhof befindet, soll das Resultat einer Wette sein. Die Wette war, dass ein Stellmacher (Wagner) bis zwölf Uhr Mittag ein Rad – ohne einen einzigen Nagel – bauen und zusätzlich dieses Rad 54 km nach Brünn rollen sollte. Der Legende nach schuf der Zimmermann Georg (Jiři) Birk aus Eisgrub (Lednice) am 14. Mai 1636 das Rad und rollte es am selben Tag 54 km nach Brünn.
Eine andere Legende erzählt von einem Brünner Wagner, der fälschlicherweise inhaftiert worden war, da er von seiner Zunft beschuldigt wurde, nicht wirklich Stellmacher zu sein. Als Beweis seiner Unschuld stellte er in der Nacht aus der Bank in seiner Zelle das Rad her.

### Eingemauerter Ratsherr
An der westlichen Außenmauer des Rathauses befindet sich ein steinernes Gesicht. Es soll die Stelle markieren, an der 1424 während der Hussitenkriege ein Ratsherr in dieser Wand eingemauert wurde. Die Stadt Brünn stellte sich während des Krieges auf die Seite des Kaisers Sigismund, der Ratsherr hatte aber der Legende nach versucht, den Hussiten die Tore der Stadt zu öffnen.

## Bilder

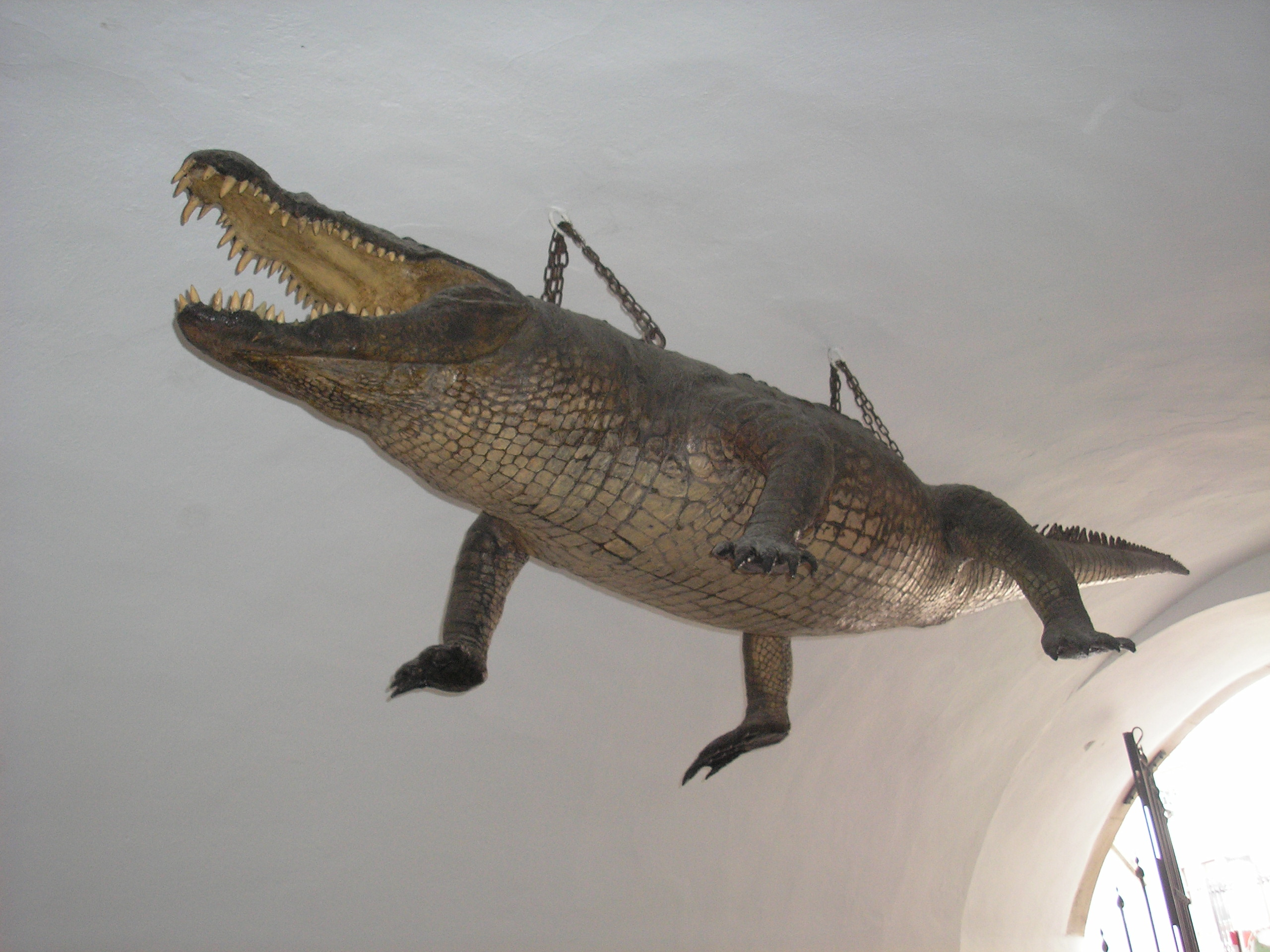
Der „Brünner Drache“
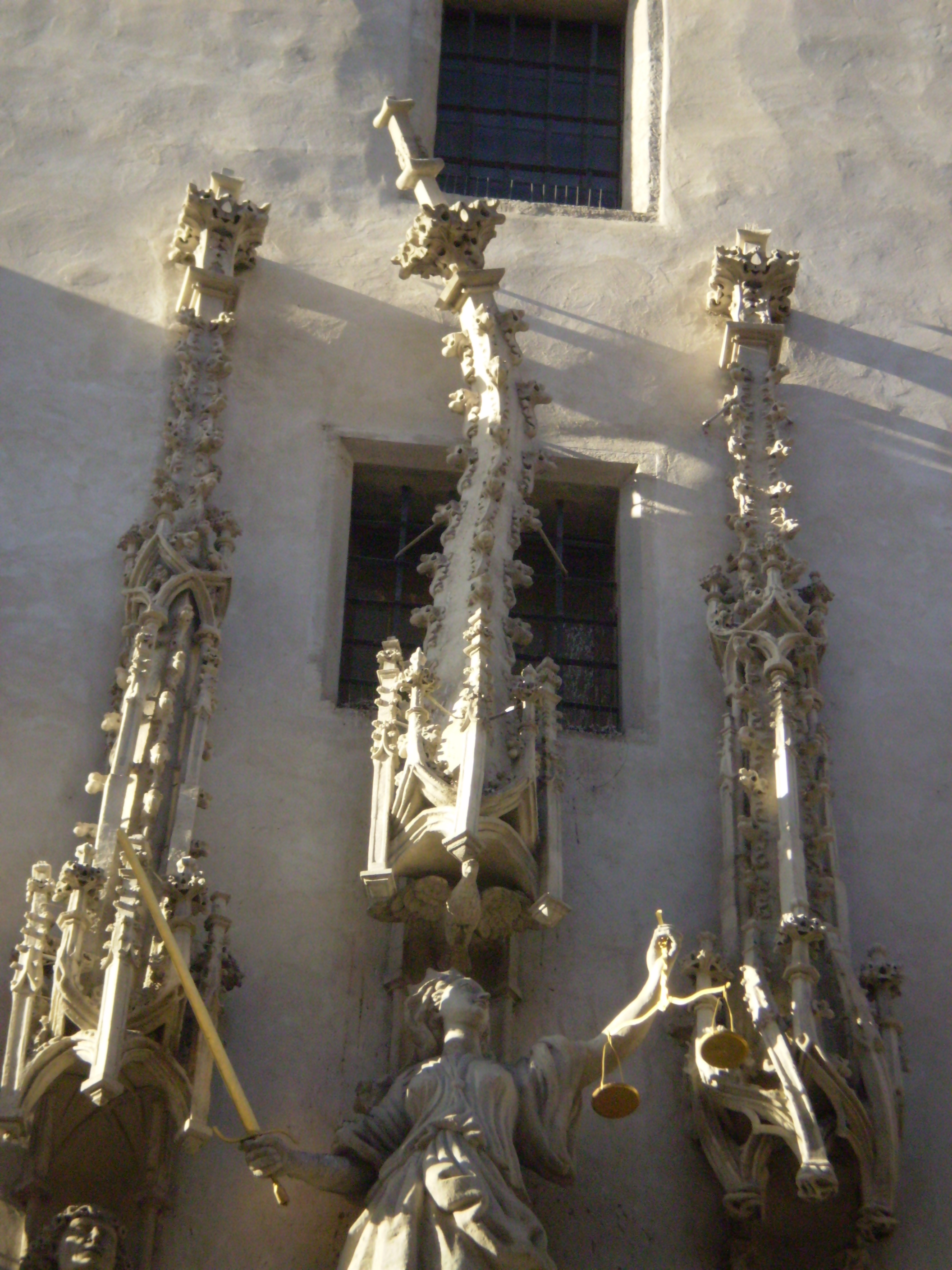
Das schiefe Türmchen
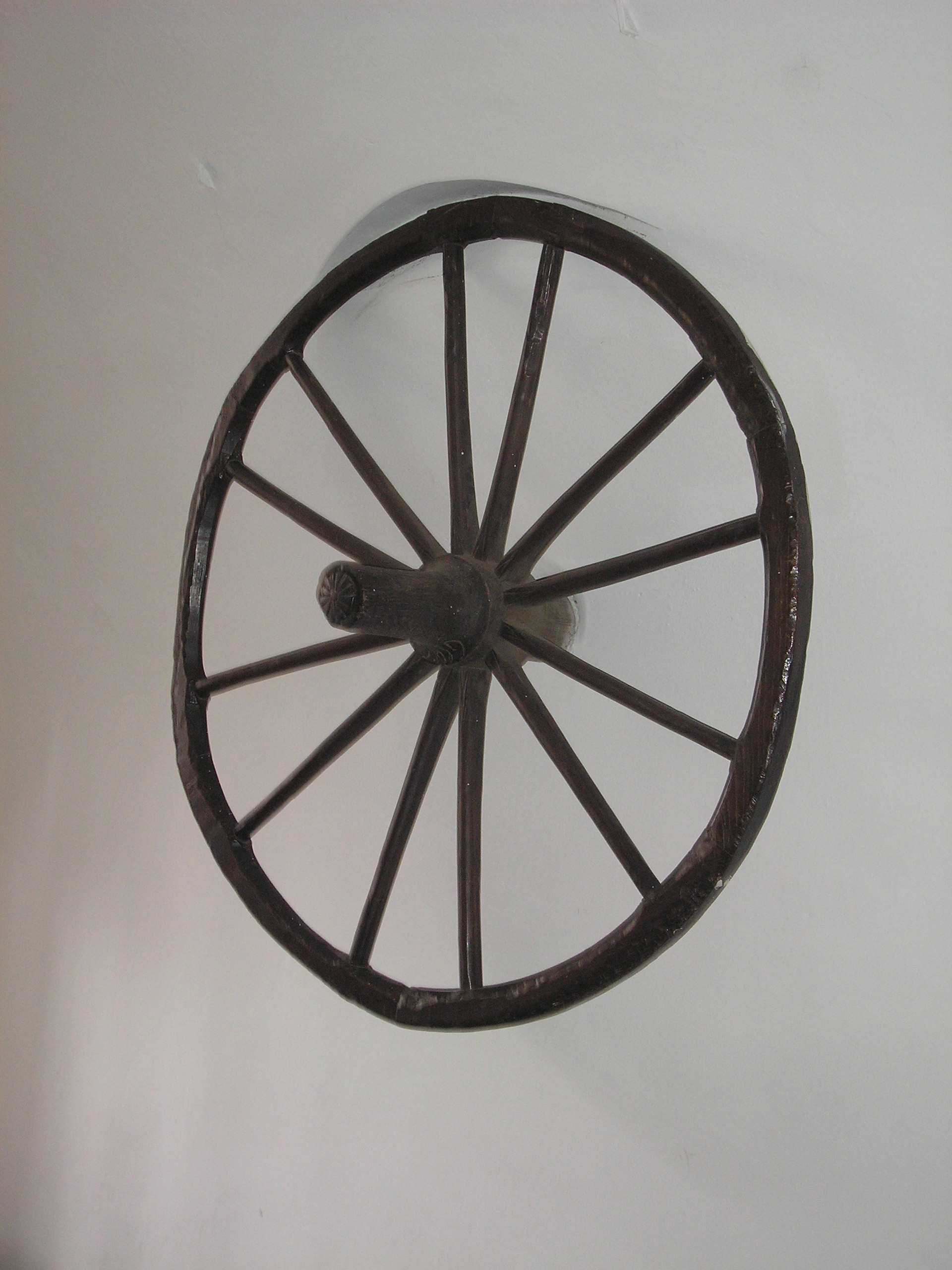
Das Brünner Rad
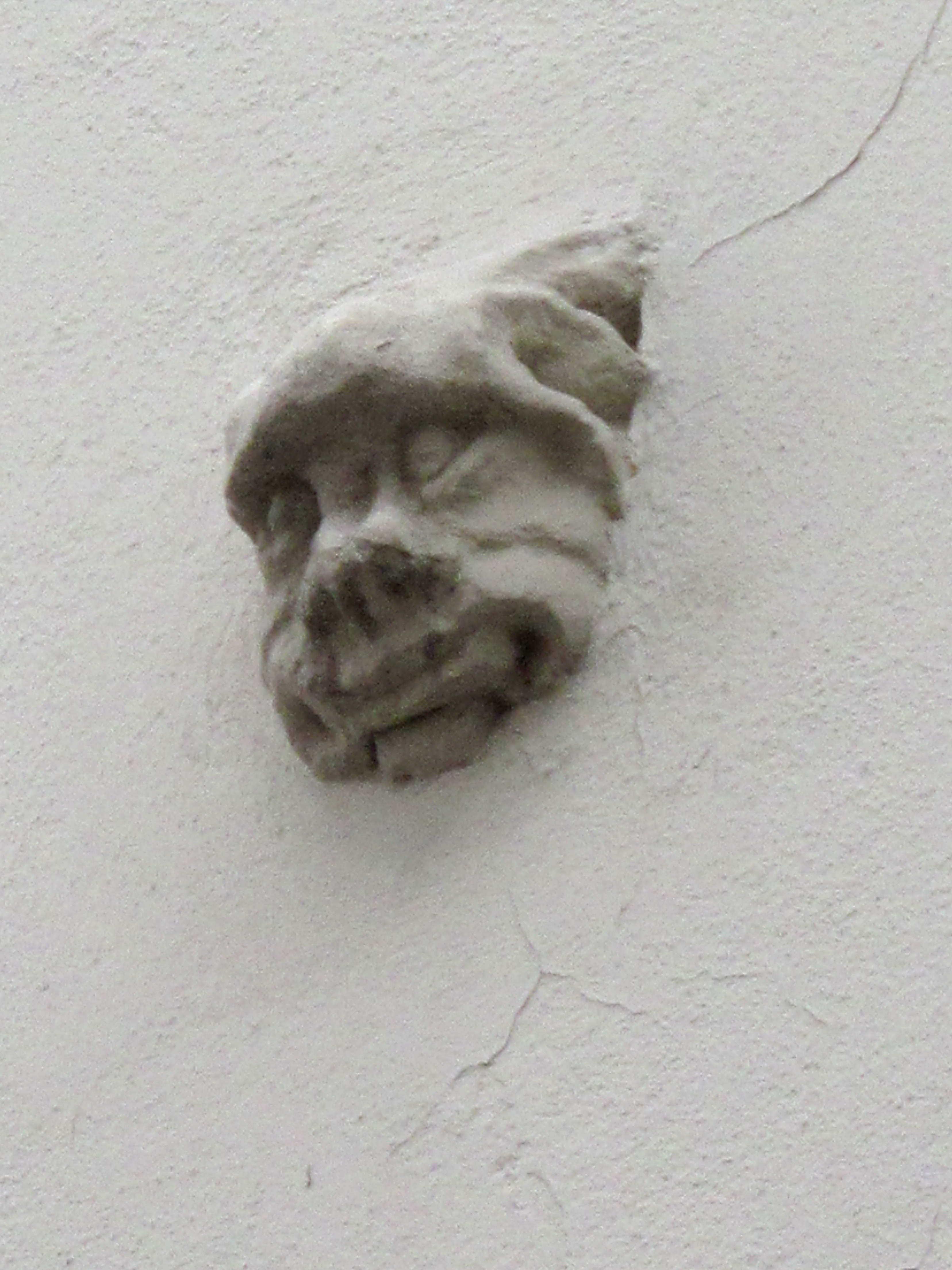
Eingemauerter Ratsherr
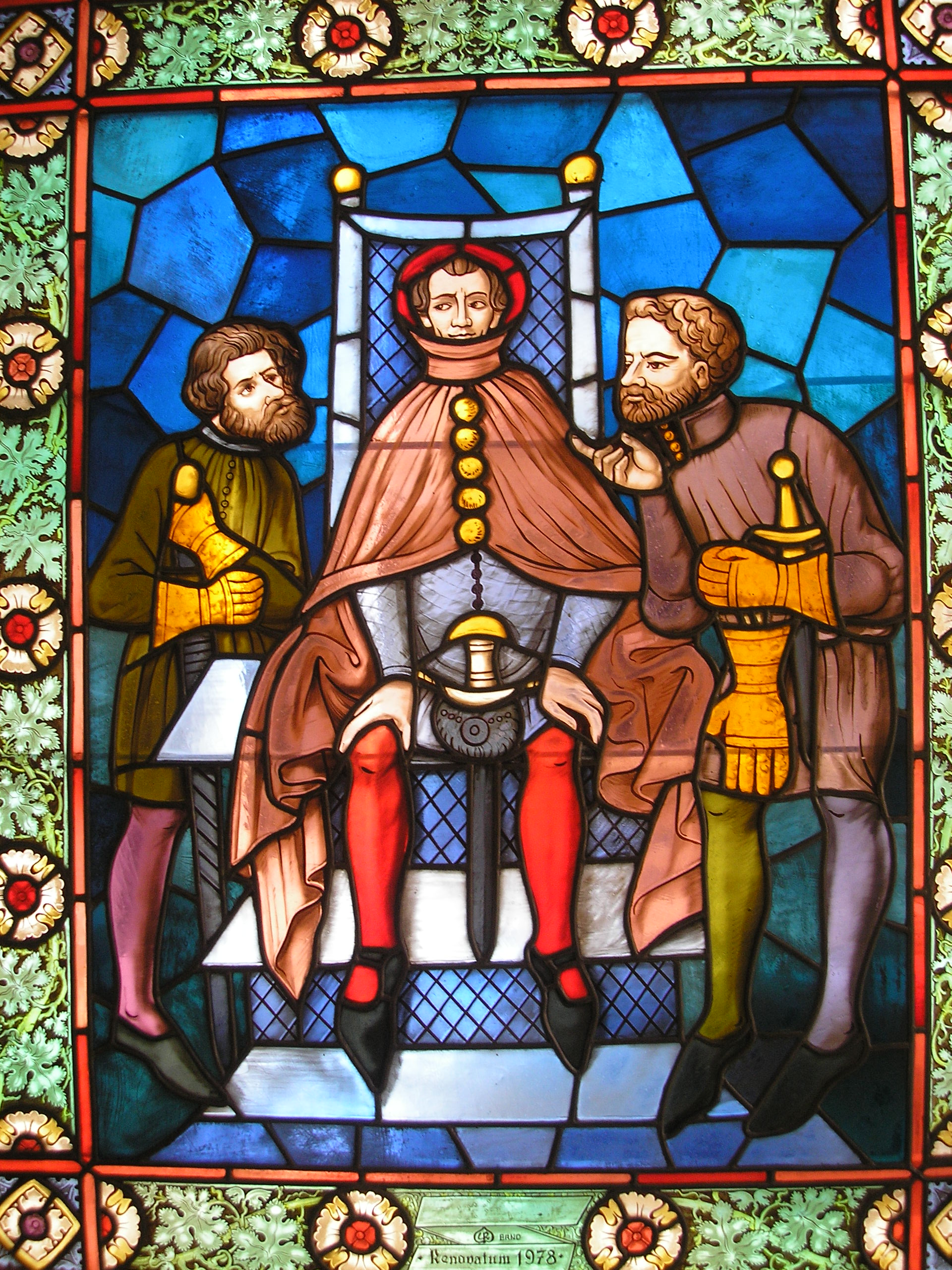
Glasfenster
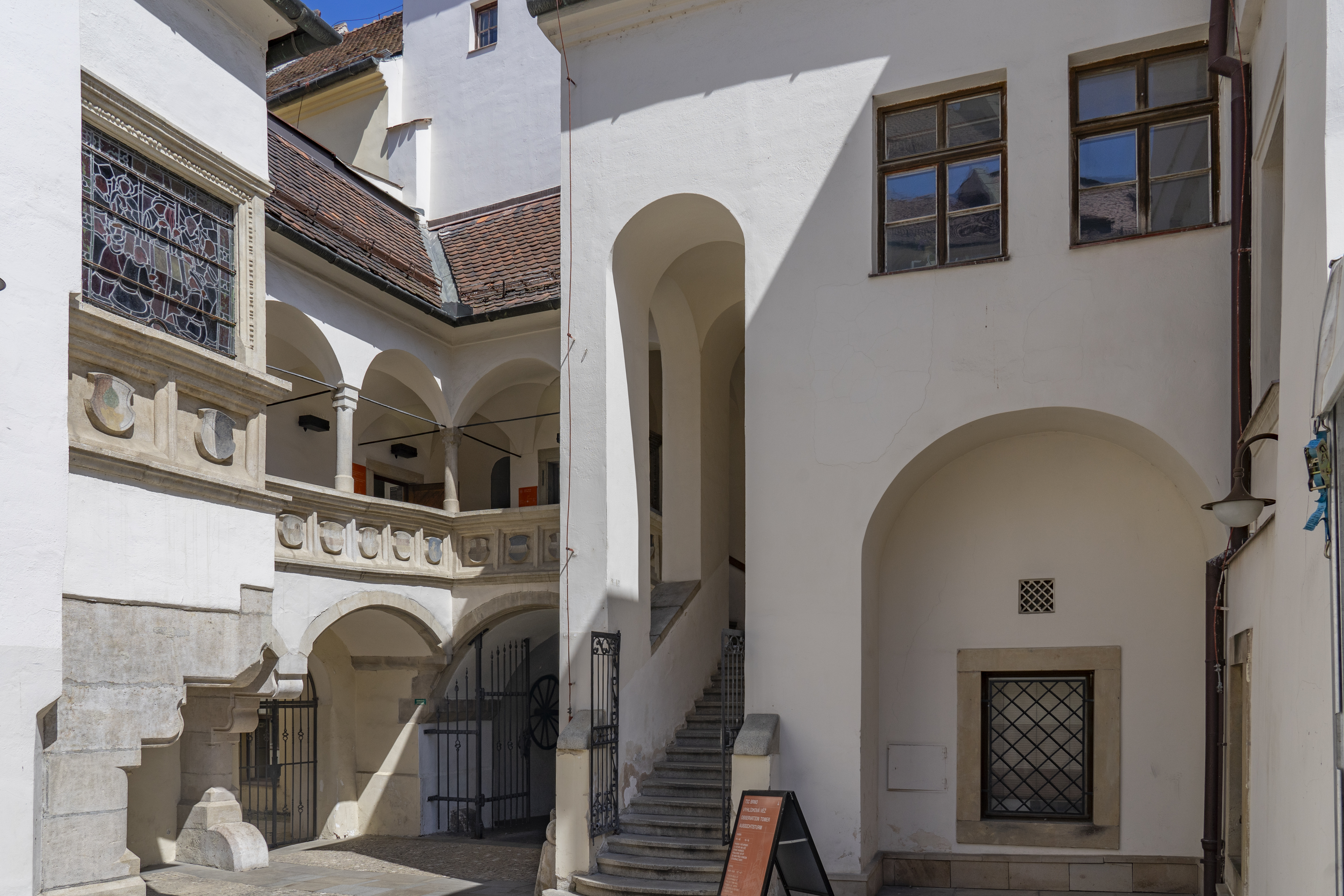
Gotischer Innenhof